# Гем (коммуна)
Гем (фр. Guimps) — коммуна во Франции, находится в регионе Пуату — Шаранта. Департамент — Шаранта. Входит в состав кантона Коньяк-Сюд. Округ коммуны — Коньяк.
Код INSEE коммуны — 16160.

## География
Коммуна расположена приблизительно в 430 км к юго-западу от Парижа, в 135 км южнее Пуатье, в 38 км к юго-западу от Ангулема.
Через территорию коммуны с востока на запад протекает небольшая река Трефль, приток реки Сёнь.

## Население
Население коммуны на 2008 год составляло 489 человек.
| 1962 | 1968 | 1975 | 1982 | 1990 | 1999 | 2008 |
| ---- | ---- | ---- | ---- | ---- | ---- | ---- |
| 580  | 603  | 546  | 478  | 508  | 493  | 489  |

## Экономика
В 2007 году среди 321 человека в трудоспособном возрасте (15—64 лет) 246 были экономически активными, 75 — неактивными (показатель активности — 76,6 %, в 1999 году было 72,2 %). Из 246 активных работали 230 человек (130 мужчин и 100 женщин), безработных было 16 (6 мужчин и 10 женщин). Среди 75 неактивных 28 человек были учениками или студентами, 24 — пенсионерами, 23 были неактивными по другим причинам.

## Достопримечательности
- Приходская церковь Сен-Пьер (XII век), бывший монастырь
  - Бронзовый колокол (1774 год). Диаметр — 85 см. Исторический памятник с 2004 года[3]

## Фотогалерея

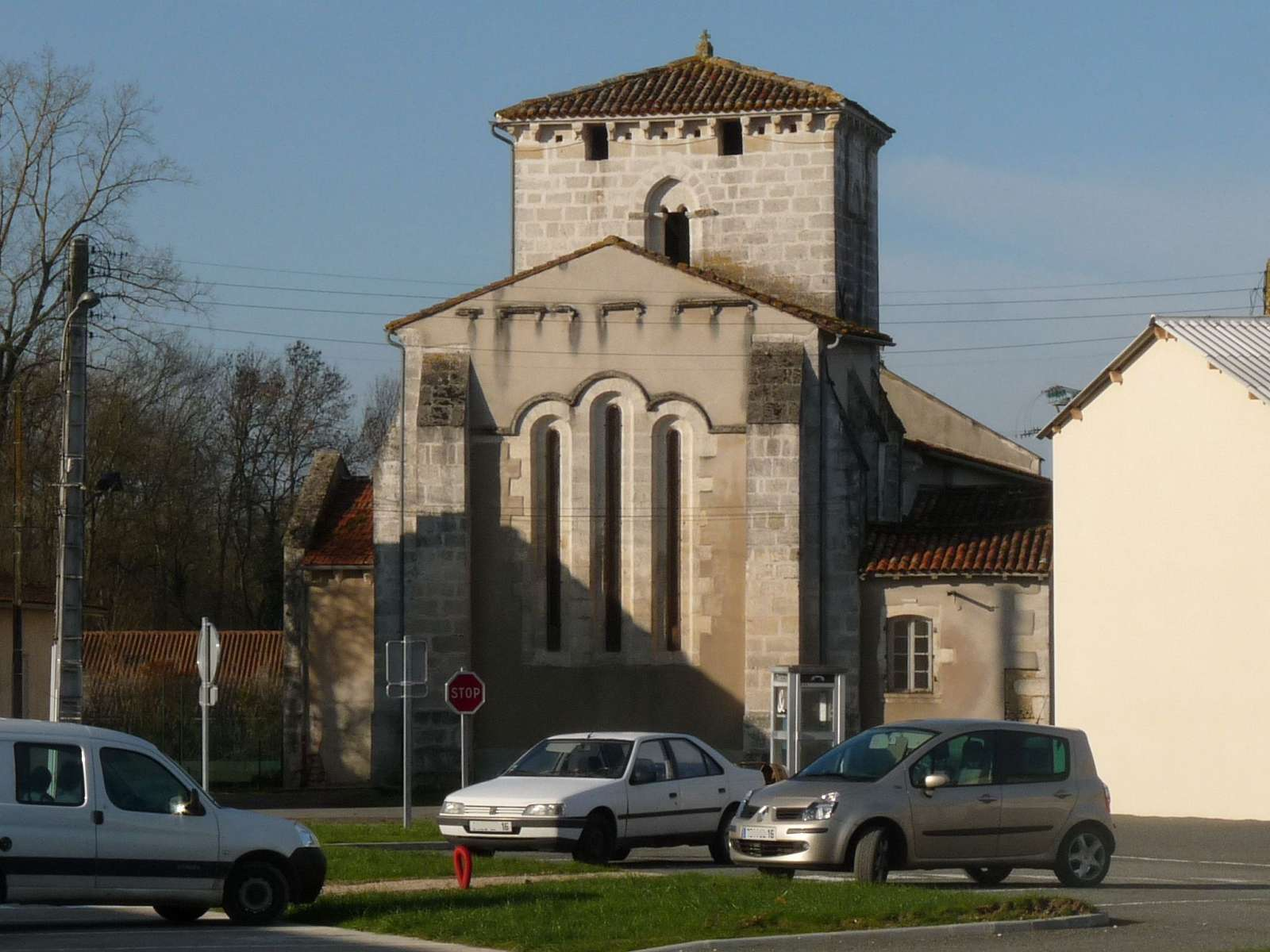
Церковь Сен-Пьер
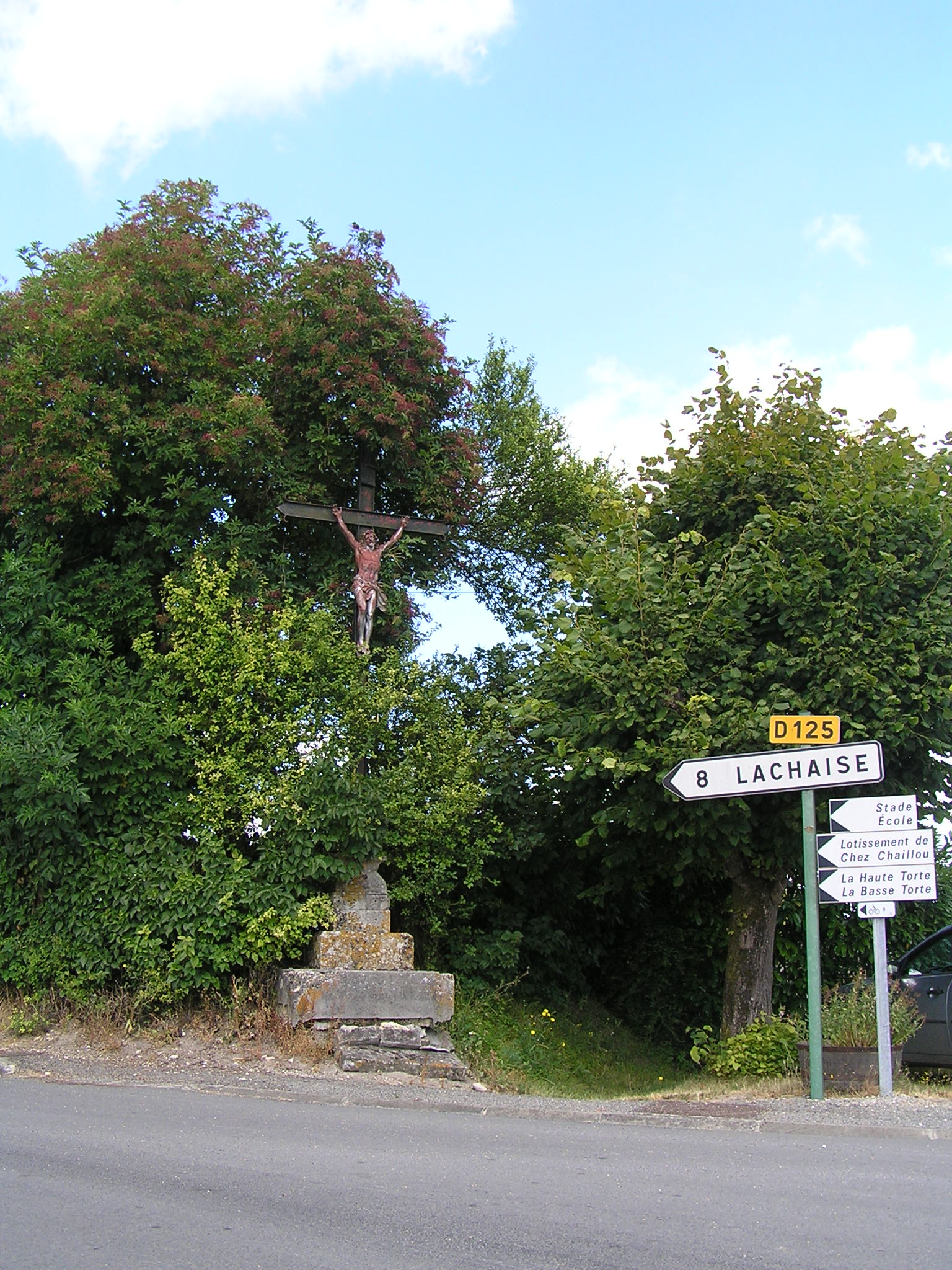
Придорожное распятие
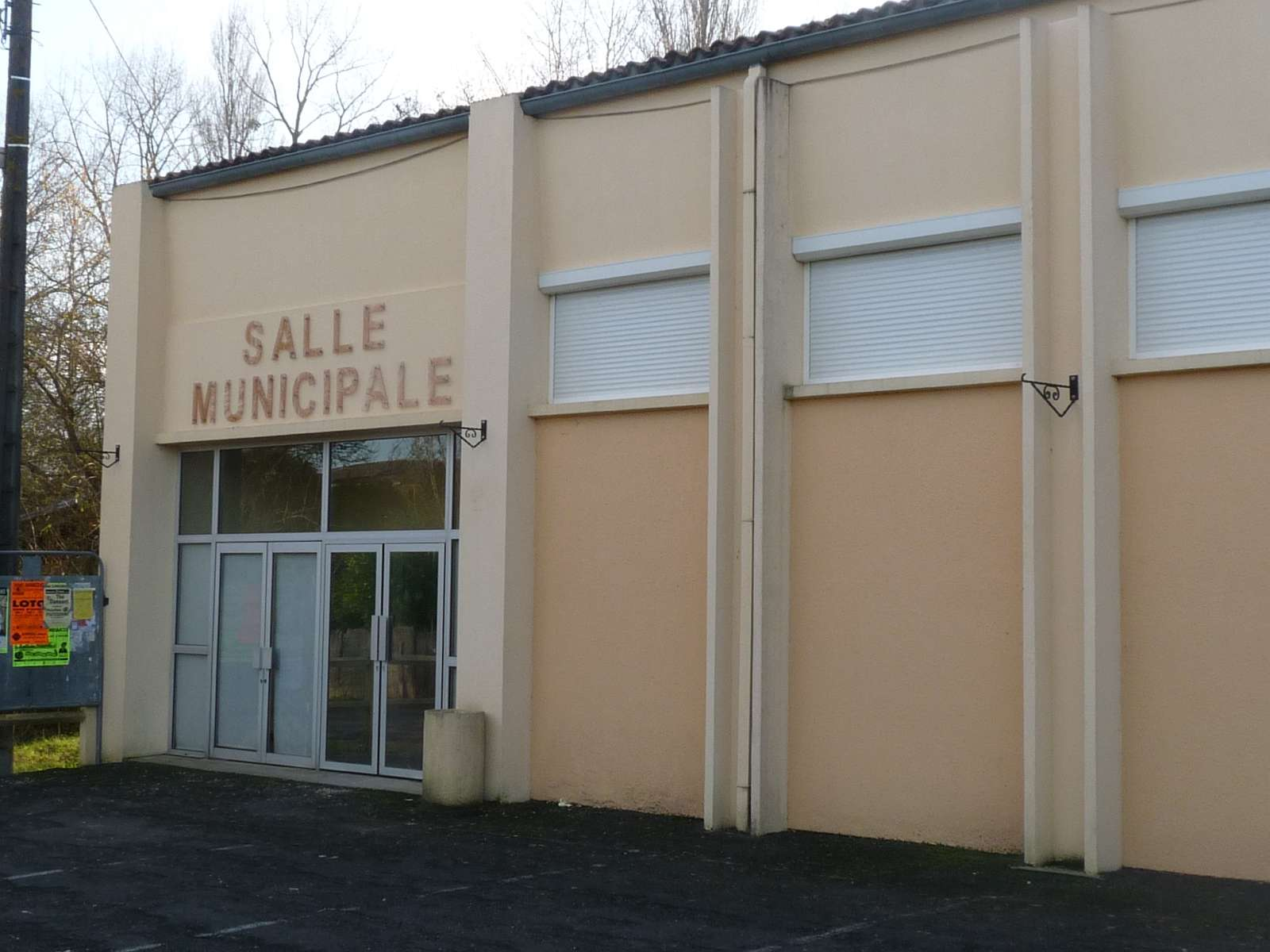
Дом сообщества
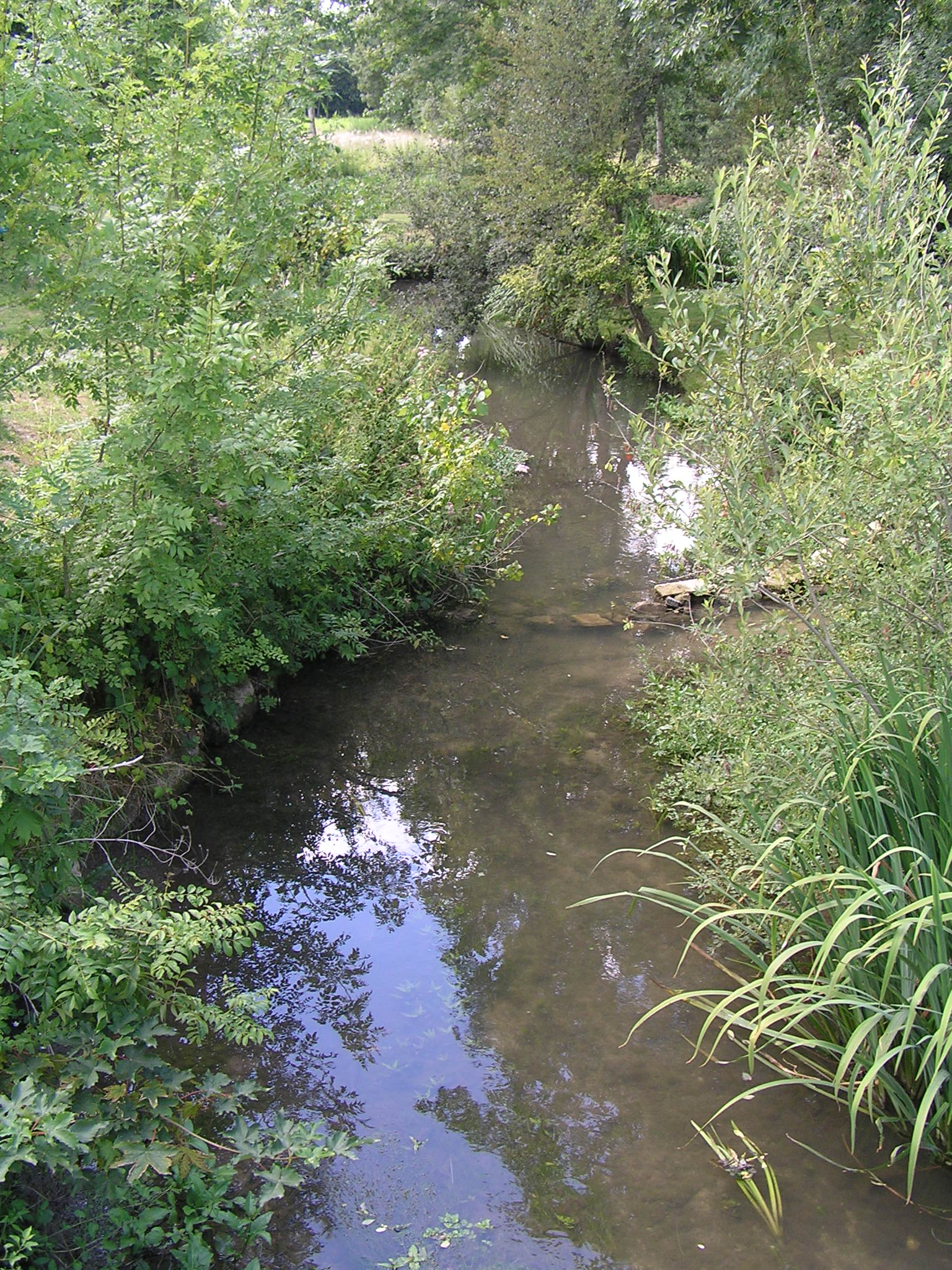
Река Трефль
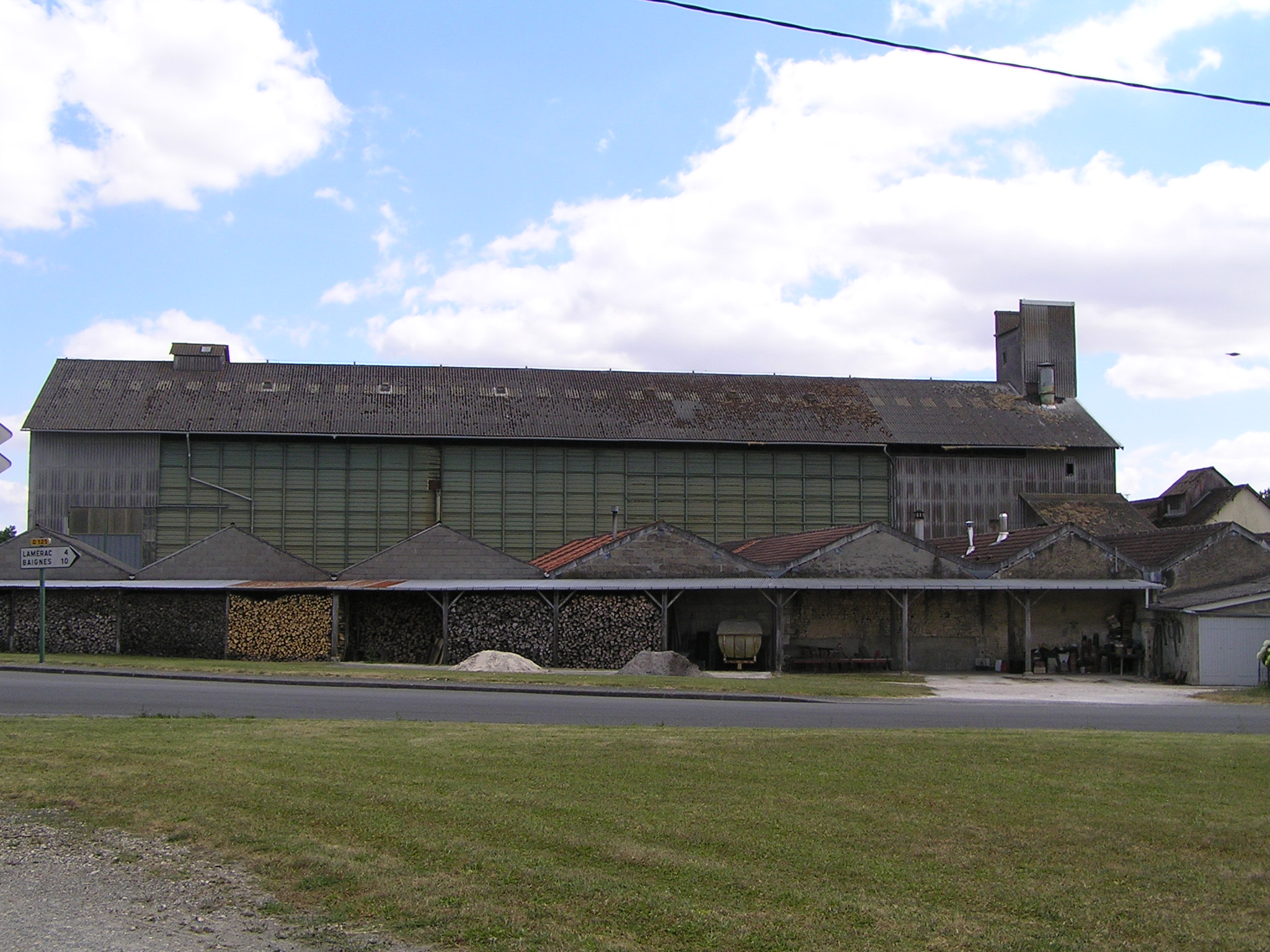
Закрытая фабрика